# メラニッポス

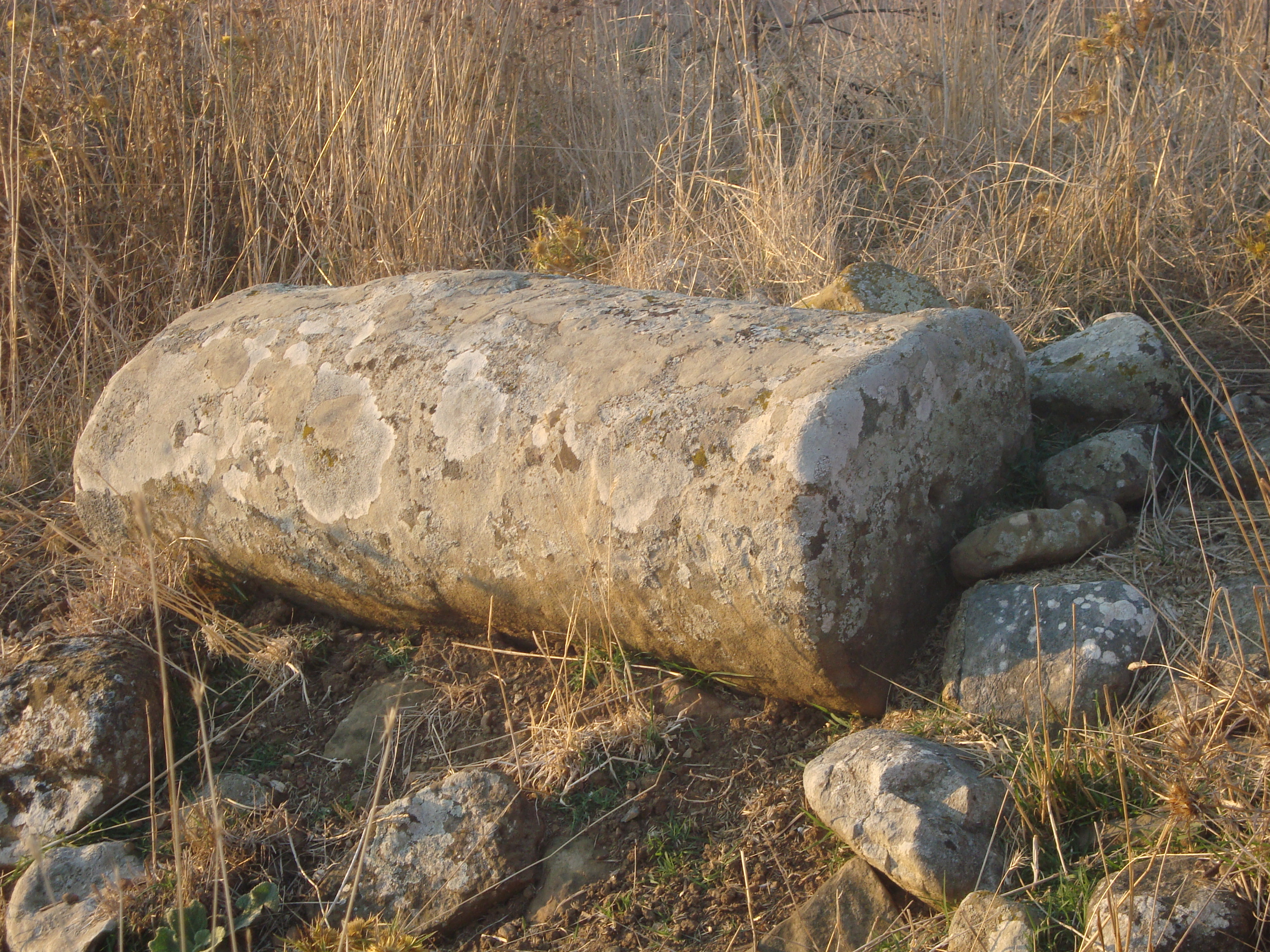
アレースの子メラニッポスが創建したと伝えられる古代都市トリーテイアの遺跡。

メラニッポス（古希: Μελάνιππος, Melanippos）は、ギリシア神話の人物である。多くの人物が知られており、主に、
- アレースの子
- オイネウスの子
- アグリオスの子
- アスタコスの子
- テーセウスの子
- ヒケターオーンの子
- パトライ人

などが知られている。以下に説明する。

## アレースの子
このメラニッポスは、軍神アレースと海神トリートーンの娘トリーテイアの子である。アカイア地方の出身で、母トリーテイアはかつて女神アテーナーの女神官として仕えていた。メラニッポスは成長するとアカイア地方に都市を建設し、母の名前にちなんでトリーテイアと名づけた。別の説によるとトリーテイアを創建したのはクマエーからの移住者ケルビダースであるという。

## オイネウスの子
このメラニッポスは、カリュドーンの王オイネウスの子で、テューデウスと兄弟。一説によるとテューデウスはメラニッポスを殺害したために、国外に追放された。レーロスのペレギューデースによると殺されたのは兄弟のオーレニアースであり、散逸した叙事詩『アルクマイオーニス』によるとメラースの子供たち、さらに他の説によるとオイネウスの兄弟アルカトオスである。

## アグリオスの子
このメラニッポスは、オイネウスの兄弟アグリオスの子で、テルシーテース、オンケーストス、プロトオス、ケレウトール、リュコーペウスと兄弟。アグリオスの息子たちはオイネウスを退位させて、父を王位につけたが、その後ディオメーデースとアルクマイオーンがテルシーテースとオンケーストスを除くアグリオスの息子たちを殺して、オイネウスを救出した。

## アスタコスの子

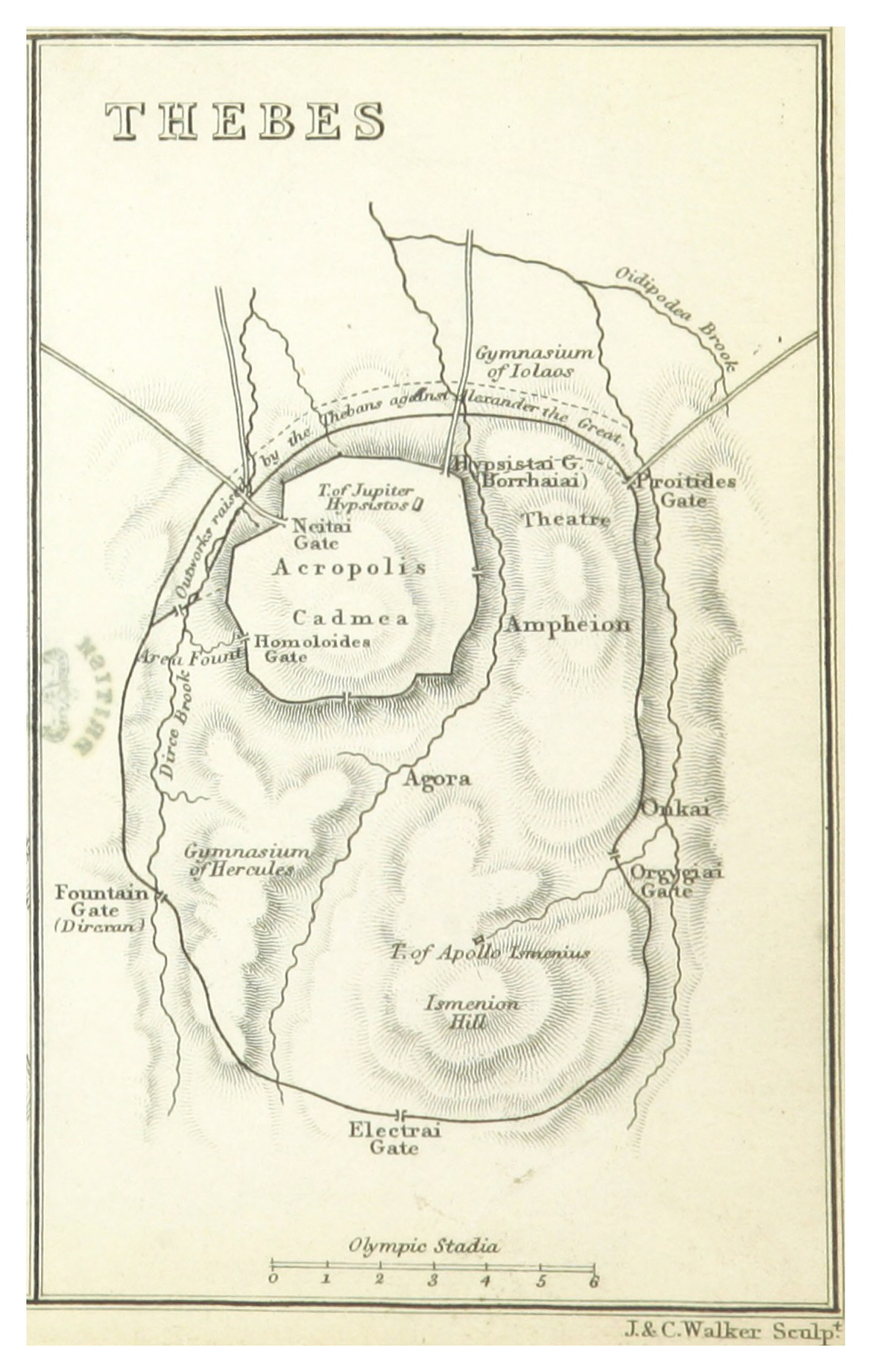
テーバイ。プロイティデス門は画面右上。

このメラニッポスは、スパルトイの後裔であるアスタコスの子で、イスマロス、レアデース、アムピディコスと兄弟。アイスキュロスの悲劇『テーバイ攻めの七将』によると、メラニッポスはエテオクレースによってテューデウスからプロイティデス門を守って戦うことを命じられた。彼は7将のうちメーキステウスとテューデウスを討ったが、予言者アムピアラーオスに討たれた。
メラニッポスはテューデウスと戦って腹部に瀕死の重傷を負わせたが、女神アテーナーはテューデウスに不死を与えて救おうと考えた。しかしテューデウスを恨んでいたアムピアラーオスがメラニッポスを討ち取ってその首をテューデウスに与えると、テューデウスは頭を割って脳髄を食らった。アテーナーはその行為を嫌って不死を与えるのを止めた。あるいはテューデウスは重傷を負いながらも自らの手でメラニッポスを殺し、その脳髄を食らった。
後にシキュオーンの僭主クレイステネースは同地のアドラーストスの英雄崇拝を廃止するために、テーバイ人の承諾を得てメラニッポスを勧請し、プリュタネイオンの敷地内に神域を定めた。というのも、メラニッポスはアルゴスとテーバイの戦争でアドラーストスの兄弟（メースキテウス）と娘婿（テューデウス）を討った不倶戴天の敵とも言うべき英雄だったからである。そしてアドラーストスのために行われていた祭礼のうち、悲劇の上演をディオニューソス神に戻し、残りをメラニッポスに宛てた。
パウサニアスはプロイティデス門の近くにメラニッポスの墓があったと報告している。

## テーセウスの子
このメラニッポスは、アテーナイの王テーセウスとシニスの娘ペリグーネーの子で、イオクソスの父。エピゴノイが催した第2回のネメアー競技祭に参加し、徒競走で勝利した。彼の息子イオクソスはオルニュトスとともに小アジアのカーリア地方に入植した。

## ヒケターオーンの子
このメラニッポスは、トロイアー王ラーオメドーンの子ヒケターオーンの子で、テューモイテース、クリトラーオスと兄弟。
もともとはトローアス地方の都市ペルコーテーに住み、牛の群れを飼っていたが、トロイア戦争に際して帰国した。メラニッポスはトロイアの軍勢の中で重要な地位を占め、プリアモスの館に住むことを許された。従兄弟の武将ドロプスがメネラーオスに討たれたとき、ヘクトールとともにドロプスの武具を守るべく戦ったが、アンティロコスの投げた槍が胸元に当たって倒れた。アンティロコスは武具を奪うべくメラニッポスの遺体に躍りかかったが、ヘクトールが向かってきたため、素早く後退した。

## パトライ人
このメラニッポスは、アカイア地方のパトライ人である。恋人のアルテミス・トリクラリアー神殿に仕える美しい女神官コマイトーと結婚を誓い合ったが、双方の両親から結婚に反対された。しかし2人は恋の激情を抑えることができず、あろうことか神殿内で交わった。そのためパトライは女神の激しい怒りを買い、作物は実らず、疫病が蔓延して多くの人々が倒れた。人々がデルポイの神託に頼ると、メラニッポスとコマイトーを女神の生贄とし、さらに毎年最も見目麗しい少年少女を生贄とせよ、というお告げが届いた。この供儀のために神殿の近くを流れる川はアメイリコス（情なし）の名前で呼ばれるようになった。

## その他の人物
- トロイアの王プリアモスの50人の子供の1人[23]。
- トロイア人。トロイア戦争でテウクロスに討たれた[24]。
- トロイア人。トロイア戦争でパトロクロスに討たれた[25]。
- トロイア戦争で戦ったギリシア人。アガメムノーンがアキレウスと和解した際に贈物の運搬を手伝った[26]。
- ミューシアの武将。ヘロロスの息子。トロイア戦争でネオプトレモスに討たれた[27]。